# 三葉結び目

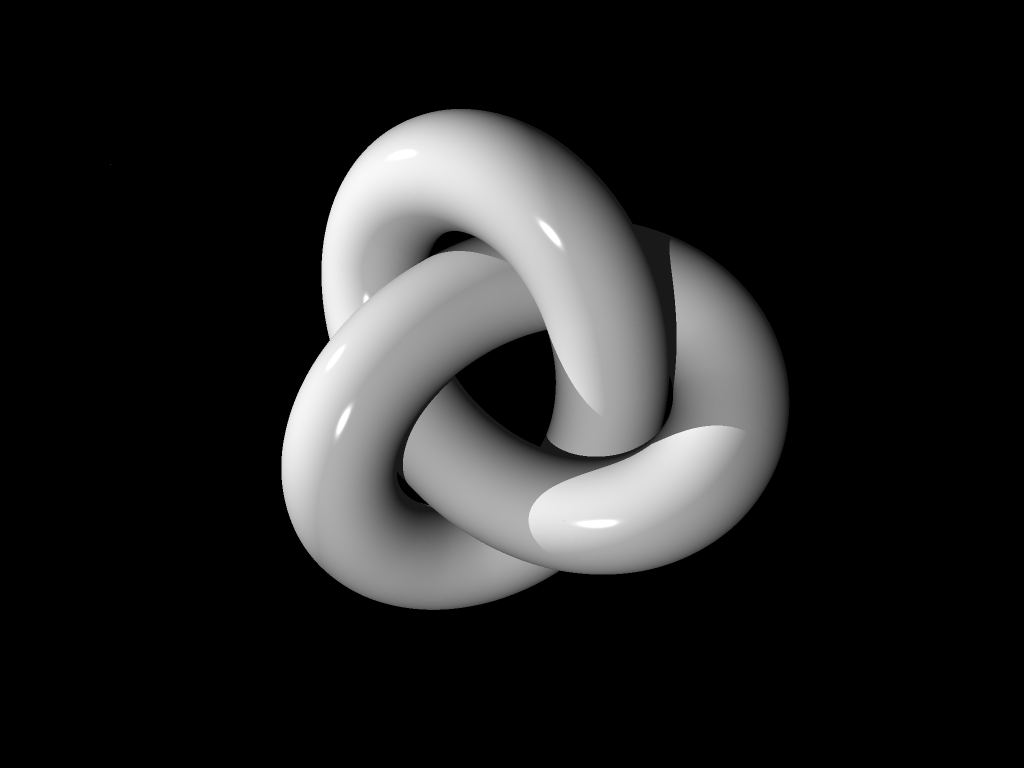
（右手型）三葉結び目

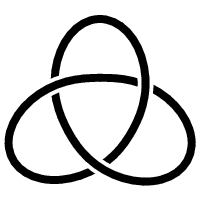
右手型三葉結び目の最小交点射影図

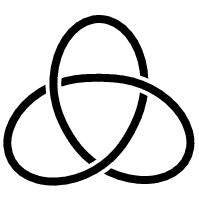
左手型三葉結び目の最小交点射影図

三葉結び目（さんようむすびめ/みつばむすびめ、trefoil knot）またはクローバー結び目とは、位相幾何学の一分野である結び目理論において、自明でない最も単純な結び目である。ロープワークでいうところの止め結びに相当する。
名前の由来は植物のクローバー。三葉結び目をあしらったデザインの彫刻やロゴなどは多く、例えばウェールズ大学の数学科は彫刻家のジョン・ロビンソンが作成した三葉結び目状の彫刻を学科のシンボルとしている。

## 三葉結び目の性質
- 両手型結び目ではない。つまり、鏡像と等しくない。そのため正確には三葉結び目には右図のように右手型と左手型の2種類が存在する。
- 可逆である。つまり、正逆どちらの向きをつけても等しい。
- 素な結び目である。つまり、自明でない結び目同士の合成によって得ることはできない。
- 交代結び目である。つまり交代射影図を持つ（右図の射影図はいずれも交代射影図である）。
- 最小交点数（射影図の交点の数の最小値）は3である。交点数が3の結び目は三葉結び目以外には存在しない。
- 結び目解消数（結び目を解くために最低限必要な交差交換の回数）は1である。
- 組み紐指数は2である。
- 2本橋結び目である。つまり、橋指数（射影図の最長上道の本数の最小値）は2である。
- 棒指数（英語版）（折れ線状結び目として表現するのに最低限必要な辺の数）は6である。
- 結び目の種数（その結び目のザイフェルト曲面の最小種数）は1である。
- (±2,±3)型もしくは(±3,±2)型のトーラス結び目である。
- 左手型のジョーンズ多項式は{\displaystyle t^{-1}+t^{-3}-t^{-4}}、右手型は{\displaystyle t+t^{3}-t^{4}}である。
- アレクサンダー多項式は左手型・右手型ともに{\displaystyle t^{-1}-1+t}である。
- 3次元球面に対して右手型三葉結び目に沿って係数1のデーン手術を施すと、ポアンカレホモロジー球面（英語版）が得られる。左手型に係数-1で手術した場合も同様である。

## 画廊
| シャムロックと古い北欧のミョルニルトレーラー | 簡単シンボル | 固定結び目Triquetra | ドイツ人Valknut | クローバーの葉の形で金属Valknut | 異なる角度で三葉結び目の境界である数学的な面。 | 異なる角度で三葉結び目の境界である数学的な面。 | 異なる角度で三葉結び目の境界である数学的な面。 |